# داستان آمولت
داستان آمولت (انگلیسی: The Story of the Amulet) کتابی است از مجموعهٔ سه‌گانهٔ سامید اثر ادیت نسبیت نویسنده انگلیسی ادبیات کودک که در قالب خیال‌پردازی نوشته و در سال ۱۹۰۶ به چاپ رسیده است.